# Sjaak Alberts

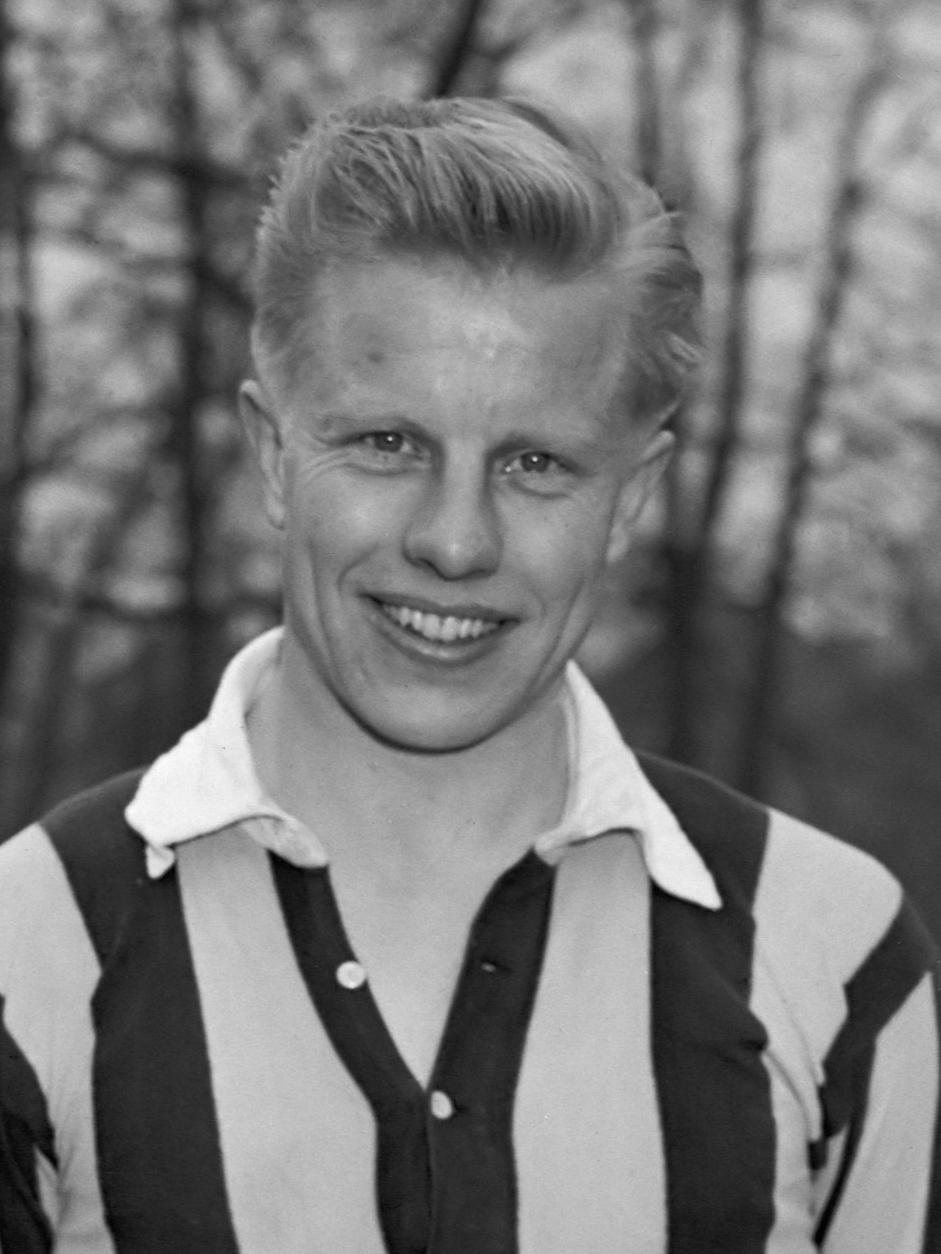
Sjaak Alberts (1952)

Jacques Anton „Sjaak“ Alberts (* 27. Februar 1926 in Arnhem; † 8. Juli 1997) war ein niederländischer Fußballspieler.
Der linke Verteidiger gab bereits mit 16 Jahren sein Debüt in der ersten Mannschaft von Vitesse Arnheim. Ab 1947 spielte er in der B-Nationalelf und gehörte schon 1948 zum Kader der niederländischen Nationalmannschaft, unter anderem bei den Olympischen Spielen in London Er blieb jedoch Ersatzspieler ohne Einsatz. Erst 1952 kam er fünfmal für die A-Nationalmannschaft auf den Platz. Dabei profitierte er davon, dass sich Stammspieler Henk Schijvenaar das Bein brach. Sein Debüt gab er in Antwerpen am 6. April 1952 gegen Belgien. Unter anderem spielte er auch im Match der Qualifikationsrunde der Olympischen Spiele 1952 in Turku gegen Brasilien, das die Niederlande mit 1:5 verloren. Obwohl seine Laufbahn ihm einen Wechsel in den Profifußball erlaubt hätte – so waren die Wolverhampton Wanderers an einer Verpflichtung Alberts’ interessiert – zog er seinen gelernten Beruf vor und beendete seine Laufbahn mit 27 Jahren.